# Malo filipina
Malo filipina Bentlage & Lewis, 2012 è una cubomedusa della famiglia Carukiidae presente nelle Filippine.

## Descrizione
Si tratta di una cubomedusa che raggiunge dimensioni piccole anche allo stadio adulto: l'olotipo misura 32 mm di altezza della campana per 13mm di largo. e gli altri esemplari osservati raggiungono al massimo 40mm di lunghezza. L'esombrella è quasi completamente coperta da nematocisti, regolarmente distanziate. La campana è biancastra/trasparente, con i canali del velarium a tre o quattro diramazioni per ottante. Le gonadi sono a forma di foglia.
Nella cavità gastro-vascolare della M. filipina sono assenti le facelle, mentre lo stomaco è lungo ed è sospeso da mesentere evidente e molto sviluppato, che si assottiglia verso le nicchie dei ropali. Il manubrio è corto (raggiunge un terzo del subombrella) e con una bocca composta da quattro labbra lisce ed arrotondate. Le corna della nicchia del ropalio sono corte, dritte e larghe. Ogni ropalio ha almeno due occhi dotati di lente simile al cristallino, mentre gli occhi a mandorla laterali, presenti in altre specie di meduse cubo, non sono discernibili.
I pedalia, i muscoli alla base dell'ombrella, sono a forma di scalpello e con nematocisti sulla porzione abassiale. Di contro, i corti tentacoli che dipartono da ogni pedalium sono provvisti di fasce orizzontali.
La M. filipina è stata sovente confusa con la M. maxima dell'Australia Occidentale per via delle dimensioni simili, ma si distinguono per i tipi di nematocisti sui tentacoli. Un'altra distinzione è l'assenza, nella M. maxima e nella M. kingi, di un'estensione a forma di spina laddove il canale del pedalium si piega, che invece è presente nella M. filipina.

## Distribuzione e habitat
La M. filipina è presente, come l'indica il nome, nelle acque poco profonde delle isole di Luzon e Mindoro, nelle Filippine.

## Pericolosità
Anche se la pericolosità della puntura della M. filipina non è chiaramente nota, dato che non vi sono casi registrati, si suppone che sia potenzialmente dannosa. La sua vicinanza genetica con la M. kingi (letale) e con la M. maxima (capace di causare una seria sindrome di Irukandji) suggerisce che la specie sia da considerare pericolosa.